# Campeonato Mundial de Lucha de 1983
El XXXVII Campeonato Mundial de Lucha se celebró en Kiev (URSS) entre el 22 y el 29 de septiembre de 1983 bajo la organización de la Federación Internacional de Luchas Asociadas (FILA) y la Federación Soviética de Lucha.

## Resultados

### Lucha grecorromana
| Evento  | Oro                        | Plata                    | Bronce                     |
| ------- | -------------------------- | ------------------------ | -------------------------- |
| 48 kg   | Bratan Tsenov Bulgaria     | Markus Scherer RFA       | Timur Kazarashvili URSS    |
| 52 kg   | Benur Pashayan URSS        | Erol Kemah Turquía       | Liubomir Tsekov Bulgaria   |
| 57 kg   | Masaki Eto Japón           | Kamil Fatkulin URSS      | Petar Balov Bulgaria       |
| 62 kg   | Hannu Lahtinen · Finlandia | Günter Reichelt RDA      | Zhivko Vanguelov Bulgaria  |
| 68 kg   | Tapio Sipilä · Finlandia   | Mohamad Bana Irán        | Guennadi Yermilov URSS     |
| 74 kg   | Mijail Mamiashvili URSS    | Andrzej Supron · Polonia | Karolj Kasap Yugoslavia    |
| 82 kg   | Teimuraz Apjazava URSS     | Lennart Lundell · Suecia | Jarmo Övermark · Finlandia |
| 90 kg   | Igor Kanyguin URSS         | Atanas Komshev Bulgaria  | Norbert Növényi · Hungría  |
| 100 kg  | Andrei Dimitrov Bulgaria   | Jožef Tertelj Yugoslavia | Viktor Avdyshev URSS       |
| +100 kg | Yevgueni Artiujin URSS     | Nikola Dinev Bulgaria    | Cándido Mesa Rosel · Cuba  |

### Lucha libre
| Evento  | Oro                           | Plata                         | Bronce                           |
| ------- | ----------------------------- | ----------------------------- | -------------------------------- |
| 48 kg   | Kim Chol-Hwan Corea del Norte | Alexandr Dorzhu URSS          | Jan Falandys · Polonia           |
| 52 kg   | Valentin Yordanov Bulgaria    | Toshio Asakura Japón          | Anatoli Beloglazov URSS          |
| 57 kg   | Serguei Beloglazov URSS       | Hideaki Tomiyama Japón        | Stefan Ivanov Bulgaria           |
| 62 kg   | Viktor Alexeyev URSS          | Lee Roy Smith Estados Unidos  | Simeon Shterev Bulgaria          |
| 68 kg   | Arsen Fadzayev URSS           | Buyandelgueriin Bold Mongolia | Kamen Penev Bulgaria             |
| 74 kg   | David Schultz Estados Unidos  | Taram Magomadov URSS          | Martin Knosp RFA                 |
| 82 kg   | Taimuraz Dzgoyev URSS         | Zeveguiin Düvchin Mongolia    | Efraim Kamberov Bulgaria         |
| 90 kg   | Piotr Naniyev URSS            | Ivan Guinov Bulgaria          | Uwe Neupert RDA                  |
| 100 kg  | Aslan Jadartsev URSS          | Gregory Gibson Estados Unidos | Gueorgui Yanchev Bulgaria        |
| +100 kg | Salman Jasimikov URSS         | Adam Sandurski · Polonia      | Bruce Baumgartner Estados Unidos |

## Medallero
| Núm. | País            | Oro | Plata | Bronce | Total |
| ---- | --------------- | --- | ----- | ------ | ----- |
| 1    | URSS            | 12  | 3     | 4      | 19    |
| 2    | Bulgaria        | 3   | 3     | 8      | 14    |
| 3    | Finlandia       | 2   | 0     | 1      | 3     |
| 4    | Estados Unidos  | 1   | 2     | 1      | 4     |
| 5    | Japón           | 1   | 2     | 0      | 3     |
| 6    | Corea del Norte | 1   | 0     | 0      | 1     |
| 7    | Polonia         | 0   | 2     | 1      | 3     |
| 8    | Mongolia        | 0   | 2     | 0      | 2     |
| 9    | RDA             | 0   | 1     | 1      | 2     |
| 9    | RFA             | 0   | 1     | 1      | 2     |
| 9    | Yugoslavia      | 0   | 1     | 1      | 2     |
| 12   | Irán            | 0   | 1     | 0      | 1     |
| 12   | Suecia          | 0   | 1     | 0      | 1     |
| 12   | Turquía         | 0   | 1     | 0      | 1     |
| 15   | Cuba            | 0   | 0     | 1      | 1     |
| 15   | Hungría         | 0   | 0     | 1      | 1     |
|      | TOTAL           | 20  | 20    | 20     | 60    |